# It Happened Here
It Happened Here ist ein in Schwarzweiß gedrehter britischer Spielfilm von Kevin Brownlow und Andrew Mollo aus dem Jahre 1964. Der mit dokumentarischen Stilmitteln arbeitende Film schildert ein Großbritannien, das während des Zweiten Weltkriegs von deutschen Truppen besetzt wird. Wegen des Themas der Alternativweltgeschichte zählt It Happened Here zum Genre des Science-Fiction-Films.

## Handlung
Nach dem britischen Rückzug aus Dünkirchen stoßen die sich schnell in Europa ausbreitenden Truppen des nationalsozialistischen Deutschlands auch nach Großbritannien vor und besetzen das Inselreich. Wegen des Zweifrontenkrieges mit der Sowjetunion und daraus resultierender personeller Engpässe stellen die deutschen Besatzer bald Hilfstruppen aus britischen Faschisten und anderen Freiwilligen zusammen, die die neue Ordnung etablieren.
1944 schließt sich die Krankenschwester Pauline, die Zeugin sowohl von Übergriffen von Besatzungstruppen als auch von deren Gegnern wurde, in London der pro-deutschen „Immediate Action Organisation“ (IAO) an. Obwohl sie den Judenhass der Nationalsozialisten nicht teilt, übernimmt sie bald die Doktrin der neuen Machthaber. Erst durch die Wiederbegegnung mit einem alten Freund, Doktor Fletcher, der einen Widerstandskämpfer versteckt hält und gegen die Besatzer agitiert, kommen ihr Zweifel an ihrer eigenen Haltung. Fletcher wird verhaftet, Pauline wegen ihrer Verbindung zu ihm in ein Hospital auf dem Land versetzt. Dort wird sie Zeugin eines Euthanasieprogramms. Als sie gegen dieses aufbegehrt, wird sie verhaftet, entgeht aber dank der Befreiung durch von der US-Armee unterstützte Partisanen einem Gerichtsverfahren. Obwohl die britischen Angehörigen der SS sich den Angreifern ergeben, werden sie ohne Verfahren erschossen.

## Hintergrund
It Happened Here entstand als 16-mm-Film über einen Zeitraum von mehreren Jahren (die Dreharbeiten begannen 1957) und wurde schließlich, dank der Unterstützung von Tony Richardson und Stanley Kubrick, auf 35-mm-Material fertiggestellt. Die Besetzung bestand, wie die Hauptdarstellerin Pauline Murray, mehrheitlich aus Laiendarstellern, aber auch aus erfahrenen Schauspielern wie Sebastian Shaw und Reginald Marsh. Das Gesamtbudget betrug laut Brownlow 7.000 Britische Pfund, laut Variety umgerechnet 20.000 US-Dollar. Je nach gewählter Umrechnungsmethode entspricht dies 2016 einer Summe von etwa 125.000 Britische Pfund
It Happened Here wurde erstmals im September 1964 auf dem Filmfestival in Cork gezeigt. Im Oktober 1964 lief der Film im Wettbewerb der Internationalen Filmwoche Mannheim und im Mai 1965 in der „section parallèle“ der Internationalen Filmfestspiele von Cannes. Im Mai 1966 startete It Happened Here in den britischen, im August desselben Jahres in den US-amerikanischen Kinos, verliehen von United Artists. Weitere Länder folgten im Laufe des Jahres 1967. In der BRD wurde der Film, mit Ausnahme seiner Festivalaufführung in Mannheim, nicht gezeigt.
Kontroversen rief der Film nicht nur wegen der gezeigten Kollaboration der britischen Bevölkerung mit dem Kriegsfeind hervor, sondern vor allem wegen einer Szene, in der die mitwirkenden (authentischen) britischen Faschisten offen ihren Judenhass artikulieren. Frank Bennett, ein aktiver Neonazi, bekennt, dass er, erführe er, dass er „jüdisches Blut“ in sich hätte, sich „die Kehle durchschneiden“ würde, „um es herauszulassen“. Diese Szene wurde bei der Kinoauswertung geschnitten und erst bei der DVD-Veröffentlichung 2000 wieder eingefügt.
Laut United Artists schrieb der Film an den Kinokassen rote Zahlen. Wie Kevin Brownlow in seinem Buch How It Happened Here darlegt, legte der Verleiher jedoch nicht für alle Spielstätten Abrechnungen vor und kalkulierte bei Einnahmen in Fremdwährungen zum jeweils ungünstigsten Umrechnungskurs. In den 1990er Jahren erwarb Brownlow mithilfe der damaligen UA-Präsidentin Lindsay Doran die Rechte an seinem Film zurück.
Kevin Brownlow betätigte sich später als Film-, Andrew Mollo als Militärhistoriker. Peter Suschitzky, der hier seinen ersten Langfilm fotografierte, machte später als Kameramann von Großproduktionen wie Das Imperium schlägt zurück und den Filmen von David Cronenberg Karriere. Hauptdarstellerin Pauline Murray verstarb 1994.

## Kritik
Nach einer Sonderaufführung im Rahmen des London Film Festivals schrieb der Daily Telegraph, der Film sei „unglaubwürdig“, „oftmals naiv, ohne Tiefe und technisch ungenügend“, aber der „Heroismus und Ehrgeiz“ eines solchen mit geringen Mitteln realisierten Unterfangens verdiene stets Ermunterung. Alexander Walker vom Evening Standard entdeckte dagegen „fesselnde Unterhaltung“ und eine „höchst professionelle Ausführung“. Der Jewish Chronicle griff den Film wegen der gezeigten antisemitischen Äußerungen als „bruchstückhaft, stümperhaft, unausgewogen und schief“ an und entfachte eine Debatte, die in der Kürzung der beanstandeten Szene resultierte.
Bosley Crowther von der New York Times lobte zum amerikanischen Kinostart die „nüchterne und prägnante Regie“ und das „wunderbar natürliche und zurückhaltende“ Spiel der unbekannten Darsteller.

## Auszeichnungen
- 1964: Preis der Volkshochschul-Jury, Internationale Filmwoche Mannheim
- 1966: Zehn Beste Filme des Jahres des National Board of Review